# Gara Năvodari
Gara din Năvodari este o fostă gară de tren din orașul Năvodari. Această gară în prezent funcționează doar pentru pentru trenurile marfare (cu excepția unui tren care duce muncitorii CFR).